# Trichilia claussenii
Trichilia claussenii är en tvåhjärtbladig växtart som beskrevs av C. Dc.. Trichilia claussenii ingår i släktet Trichilia och familjen Meliaceae. Inga underarter finns listade i Catalogue of Life.